# Solpugema tookei
Espèce
Synonymes
- Solpuga tookei Hewitt, 1919

Solpugema tookei est une espèce de solifuges de la famille des Solpugidae.

## Distribution
Cette espèce est endémique d'Afrique du Sud.

## Description
Le mâle holotype mesure 20 mm.

## Étymologie
Cette espèce est nommée en l'honneur de W. M. B. Tooke.

## Publication originale
- Hewitt, 1919 : A short survey of the Solifugae of South Africa. Annals of the Transvaal Museum, vol. 7, p. 1–76 (texte intégral).